# Політична система Німеччини
Під політичною системою Німеччини розуміють сукупність політичних інституцій, процесів прийняття політичних рішень та зміст цих політичних рішень.
Політична система Німеччини базується на принципах федералізму та парламентської демократії. Основну роль відіграють політичні партії, що посилено конкурують одна з одною, тому політичну систему Німеччини ще часто називають партійною демократією. Вибори в Німеччині здебільшого базуються на пропорційній системі, тому для утворення дієздатного уряду завжди необхідна конструктивна співпраця конкуруючих партій.
Федеральний парламент — Бундестаґ — обирає главу федерального уряду — канцлера, який визначає на федеральному рівні засади внутрішньої і зовнішньої політики та визначає кандидатури федеральних міністрів. Статус органів державної влади федерації та розподіл завдань і компетенції між федерацією та землями визначаються Основним Законом ФРН. Дотримання Основного Закону — федеральної конституції ФРН — контролює Федеральний Конституційний Суд.

## Засади державного ладу
Центральною характеристикою політичної системи Німеччини є її незмінні структурні принципи (Strukturprinzipien), до яких належать:
- недоторканість людської гідності, закріплена в ч. 1 ст. 1 конституції, та закріплені в статті 20 конституції принципи
- демократії,
- правової держави,
- федерального устрою (поділ на землі),
- та соціальної держави.

Крім вищезгаданих стаття 20 визначає два інші засадничих принципи — принцип розподілу влади та право німецького народу на опір спробам ліквідації існуючого конституційного ладу.
Німеччина відповідно до закріпленого в ст. 20 конституції принципу федералізму є федеративною державою, кожна земля відповідно має свої органи законодавчої, виконавчої і судової влади. Таким чином під федеральним існує другий — земельний — рівень прийняття політичних рішень.
Ч. 3 ст. 79 конституції забороняє змінювати згадані вище засадничі принципи державного ладу, визначенні в статтях 1 та 20. Усі учасники політичного життя зобов'язані визнавати і підпорядковувати свою діяльність «волелюбному демократичному ладу» (freiheitliche demokratische Grundordnung, FDGO), визначеному чинним Основним Законом. Основи цього ладу знаходяться під захистом конституції, держави та її інституцій (принцип демократії, що готова захистити сама себе — wehrhafte Demokratie).
Роль політичних партій в Німеччині є значною і закріплена в ст. 21 конституції. Політичні партії висувають кандидатів на політичні посади, впливають на визначення особового складу керівних органів державної адміністрації, судів та прокуратури.
Елементи прямої демократії в Німеччині на федеральному рівні майже не присутні. Громадяни мають в обмежених рамках можливість брати участь в прийнятті політичних рішень на рівні місцевих громад та земель шляхом місцевих референдумів, але їх результати не мають обов'язкової юридичної сили.

### Парламентська демократія
ФРН вважається парламентською демократією, оскільки голова федерального уряду — федеральний канцлер — обирається прямо федеральним парламентом — Бундестагом. На відміну від президентських демократій, федеральний президент виконує в Німеччині майже виключно репрезентативні функції. Він не має ані права вето, ані не може де-факто впливати на прийняття рішень щодо персонального складу уряду.

### Федералізм
Продовжуючи традицію великих та малих князівств Священної Римської імперії та як противага унітарній державі, створеній за часів націонал-соціалістичної диктатури, на вимогу держав-союзників в основу державного устрою ФРН було покладено принцип федералізму — рішення, яке відповідно ч. 3 ст. 79 конституції більше ніколи не може бути піддано ревізії. Створені в 1946 р. на території західних окупаційних зон союзників землі об'єдналися в 1949 р. в Федеративну Республіку Німеччину. На той момент кожна з них вже мала власну конституцію, уряд та систему судів.
Розподіл компетенцій і завдань між федерацією і землями має відбуватися в ідеальній формі згідно з принципом субсидіарності, хоча цей принцип в німецькій конституції й не закріплений. Згідно з цим принципом федерація переймає тільки ті завдання і компетенції, які вона може виконувати ефективніше, ніж це роблять землі. Але це не слід розуміти так, що федерація може перейняти будь-яку законодавчу компетенцію лише завдяки тому, що змогла успішно аргументувати, що може її ефективніше реалізувати, ніж землі. Більшість законодавчих компетенцій в Німеччині закріплена за федерацією, основними винятками, закріпленими за землями, є поліційне та комунальне право, а також політика в галузі культури та освіти. Окрім того, за землями закріплена велика частина компетенцій щодо організації адміністрації та судочинства. Важливою функцією федерації є функція другого рівня розподілу влади, його ще називають вертикальним розподілом влади. Бундесрат — друга палата парламенту — є представництвом інтересів урядів німецьких земель на федеральному рівні, але не зважаючи на це, Бундесрат залишається конституційним органом федерації, а його права та повноваження визначаються федеральним і аж ніяк не земельним правом.
В Німеччині постійно ведеться дискусія про реформування федерального устрою держави. Темами цих дискусій є передусім об'єднання деяких земель в одну, статус і повноваження Бундесрату та повернення деяких компетенцій, перенесених останнім часом на федеральний рівень, земельним ландтаґам. Обговорення реформи федеративного устрою Німеччини йде таким чином в трьох напрямках: (1) розподіл компетенцій і завдань між федерацією і землями, (2) розподіл фінансових ресурсів для реалізації цих завдань і компетенцій, (3) реорганізація територіального устрою ФРН. Проведена в 2006 р. реформа федеративного устрою реформувала в відносно великому об'ємі сферу розподілу компетенцій між федерацією і землями, реорганізація системи розподілу фінансових ресурсів поки що лише планується.

### Демократія, яка готова захистити себе
Батьки сьогоднішньої конституції Німеччини, опираючись на негативний досвід історії Ваймарської республіки і домінуючого тоді правового позитивізму, виходячи з якого правом є те, що проголошує норма закону, а будь-яка норма може бути змінена, ввели в нову конституцію Німеччини елементи природного, надпозитивного, права. На природному праві базуються захист людської гідності як вище завдання держави (стаття 1), структурні принципи державного ладу (стаття 20), федеральний устрій та гарантії участі земель в законодавчому процесі на рівні федерації. Ці принципи є засадничими і незмінними, неможливість їх зміни закріплена в ч. 3 статті 79 конституції.
Іншим елементом обороноздатної демократії є можливість заборони користування правами та свободами, закріпленими в німецькій конституції, противникам існуючого конституційного ладу, а також заборони діяльності антиконституційних партій та громадських об'єднань. Окрім того, додатковим інструментом захисту існуючого конституційного ладу є закріплена в кримінальному кодексі карність спроб усунення існуючого конституційного ладу.
Як ultima ratio, останній аргумент захисту «свободолюбивого, демократичного ладу» ФРН конституція в статті 20 частина 4 передбачає право народу на чинення опору будь-якими засобами «будь-кому, хто спробує, усунути цей лад».

## Система державних органів федерації

### Основний Закон— конституція федерації
Конституція ФРН прийнята 23 травня 1949 р. і носить дослівну назву «Основний Закон для Федеративної Республіки Німеччини». Назва Основний Закон (Grundgesetz) пояснюється тим, що з самого початку документ задумувався як тимчасова конституція, за якою житимуть об'єднанні в ФРН західні землі Німеччини до повного відновлення єдиної німецької держави. Конституційний процес розпочався 1 липня 1948 р. передачею верховним командуванням західних окупаційних зон т. зв. «франкфуртських документів» міністрам-президентам створених на території їхніх зон німецьких земель. В цих документах містилися вимоги створити демократичну, федералістичну систему правління, яка б гарантувала дотримання особистих прав і свобод. Саму розробку проєкту майбутньої конституції здійснювала Парламентська рада. Найбільші дискусії викликала при цьому концепція федеративного устрою ФРН. Схвалена Парламентською радою конституція набрала чинності 23 травня 1949 р. на території тодішньої ФРН. Згідно з тодішніми планами ця конституція мала діяти до повного відновлення німецької державності, але беручи до уваги 40 років її бездоганного функціонування, вона була збережена майже без змін і після вступу колишньої Німецької Демократичної Республіки до складу Федеративної Республіки Німеччина.
Конституція ФРН свідомо розпочинається переліком основних прав і свобод людини та громадянина. Їм посвячені перші 19 статей. В наступних статтях конституція описує основи побудови політичної системи і визначає статус і компетенції органів федерації та суть відносин між ними. Стаття 79 частина 3 захищає недоторканість людської гідності — основи конституційних прав людини — , федеральний устрій та визначені статтею 20 структурні принципи державного ладу ФРН.
Конституція може бути змінена тільки двома третинами голосів депутатів Бундестаґу та Бундесрату. Контроль над дотриманням конституції здійснює Федеральний Конституційний Суд.

### Глава держави: федеральний президент
Головна стаття: Федеральний президент
Главою держави в ФРН є федеральний президент (Bundespräsident). Батьки німецької конституції свідомо відвели федеральному президенту відносно слабку роль в політичній системі Німеччини, щоб відмежувати його пост від подібного посту райхспрезидента (Reichspräsident) у Ваймарській республіці, і наділили його переважно репрезентативними та формальними повноваженнями. Його політична роль обмежена функцією надпартійного, націленого на політичний компроміс арбітра. Але навіть ця функція значно послаблена на практиці, прикладом тут є дострокове припинення повноважень Бундестагу у 1982 році, коли федеральний президент виконав тільки побажання задіяних політиків, які були справжніми ініціаторами припинення повноважень парламенту. Найефективнішим засобом, яким федеральний президент може досягти деякого політичного ефекту, є його звернення і промови, через які він втручається в політичні дискусії або навіть ініціює в політикумі дискусії з певних тем.
Федеральний президент обирається Федеральними зборами на п'ять років і може бути один раз переобраним на наступний термін.

### Законодавча влада федерації
Органи законодавчої влади федерації беруть участь в ухваленні федеральних законів та здійсненні контролю за виконанням федерального бюджету. До органів законодавчої влади федерації відносяться Бундестаґ та Бундесрат. Проте, не зважаючи на два органи, що беруть участь в законодавчому процесі, ФРН не слід сприймати, як це часто помилково робиться, як країну з типовою двопалатною систему як США чи Велику Британію. Власне парламентом є тільки Бундестаґ, що обирається на загальнонімецьких виборах, його депутати володіють вільним представницьким мандатом від німецького народу. Депутати Бундесрату мають т. зв. імперативний мандат від урядів федеральних земель, тобто вони зобов'язанні виконувати вказівки земельних урядів, інтереси яких вони представляють на федеральному рівні. Окрім того, Бундесрат і Бундестаґ мають різні повноваження і роль в законодавчому процесі, тому Бундесрат не можна розглядати як повноцінну другу палату парламенту.

#### Бундестаг
Головна стаття: Бундестаг
Бундестаг схвалює федеральні закони, обирає федерального канцлера, а також, як частина Федеральних зборів, федерального президента, здійснює контроль за виконанням федерального бюджету, контролює діяльність федерального уряду, приймає рішення про використання збройних формувань Бундесверу, утворює комітети для підготовки законопроєктів, здійснює контроль за діяльністю німецьких спецслужб.
Німецька конституція визначає, що депутат Бундестагу не пов'язаний при голосуванні чи інших діях ні до вказівок своєї партії, ні до якоїсь іншої групи впливу, однак в парламентській практиці спостерігається сильний вплив фракційної дисципліни. Депутати однієї партії, як правило, погоджують перед голосуванням по кожному законопроєкту свою поведінку при голосуванні. Відхилення від домовленої поведінки при голосуванні можуть мати внутрішньопартійні наслідки для окремого депутата, оскільки повторне проходження в парламент його кандидатури в великій мірі залежить від підтримки його партії. Підтримання фракційної дисципліни є основним завданням голови фракції партії в Бундестазі.

#### Бундесрат
Головна стаття: Бундесрат
Депутати Бундесрату на відміну від депутатів Бундестаґу призначаються урядами федеральних земель, а не обираються німецьким народом на загальних виборах. Тому Бундесрат є постійно діючим органом в той час, як повноваження Бундестаґу обмежені чотирирічною каденцією. Розподіл голосів в Бундесраті змінюється тільки в зв'язку зі зміною складів земельних парламентів і створених в них урядових коаліцій, оскільки вибори в окремих землях не збігаються у часі ні між собою, ні з виборами до Бундестаґу. Тому в Бундестазі та Бундесраті не виключеною є можливість створення протилежних більшостей.
Бундесрат не є типовим органом законодавчої влади, його було створено для забезпечення участі федеральних земель в законодавчому процесі в тих частинах, які стосуються їх компетенцій. Бундесрат бере участь в підготовці всіх законів, але його вето може бути подолане Бундестаґом, якщо відповідний закон не визначений конституцією як такий, що потребує обов'язкового підтвердження Бундесратом.
Кожна земля отримує в Бундесраті в залежності від числа її жителів від 3 до 6 голосів, депутати однієї землі в Бундесраті можуть голосувати тільки однаково. Якщо партії, які входять в земельний уряд, не можуть погодитися на спільне голосування з якогось законопроєкту в Бундесраті, то представники землі, як правило, утримуються від голосування по цьому законопроєкту. Де-факто таке утримання прирівнюється до голосування через «ні». При виникненні конфлікту між Бундесратом і Бундестаґом включається спільний Погоджувальний комітет.
Засідання Бундесрату веде президент Бундесрату. В визначеному конституцією порядку заступництва глави держави — федерального президента — президент Бундесрату стоїть на другому місці, тобто у випадку дострокового припинення повноважень федерального президента функції глави держави тимчасово виконує президент Бундесрату. Президентство в Бундесраті переходить щопівроку у встановленому порядку від однієї землі до іншої.

### Виконавча влада федерації
Головна стаття: Федеральний уряд
Функцією виконавчої влади в ФРН є виконання законів та постанов держави. Залежно від окремих норм законів органи виконавчої влади можуть діяти в певних межах на власний розсуд. Будь-який адміністративний акт, тобто конкретна дія конкретного органу виконавчої влади відносно певного громадянина, може бути оскаржена останнім в адміністративному суді. Органи виконавчої влади при виконанні своїх функцій зобов'язані дотримуватися конституції. Кожному громадянину гарантовано право після вичерпання всіх юридичних можливостей звернутися в окремому випадку з конституційною скаргою до Федерального Конституційного Суду, якщо він вважає, що дії якогось органу виконавчої влади порушують його конституційні права.
Органами виконавчої влади на федеральному рівні є, наприклад, федеральний уряд (федеральний канцлер і федеральні міністри), федеральні органи державної адміністрації та їх посадові особи, Федеральна поліція, Федеральне бюро з захисту конституції, Бундесвер, Зовнішньополітичне відомство. Федеральний канцлер та федеральні міністри становлять разом федеральний уряд Федеративної Республіки Німеччина, розповсюдженою назвою є ще «федеральний кабінет».

#### Федеральний канцлер
Головна стаття: Федеральний канцлер
Федеральний канцлер є главою федерального уряду Федеративної Республіки Німеччини. Федеральний канцлер обирається депутатами Бундестаґу. За федеральним канцлером таким чином стоїть абсолютна більшість голосів депутатів Бундестаґу, яка виникає, як правило, через створення декількома партіями коаліції. Цю більшість називають ще «канцлерською більшістю». Федеральний канцлер призначає і звільняє міністрів, згідно з конституцією йому належить т. зв. директивна компетенція, тобто право визначати засади політики уряду на рівні федерації. До закінчення відведеної каденції федеральний канцлер може бути усунутий зі свого поста тільки через конструктивний вотум недовіри, тобто через утворення нової урядової більшості в Бундестазі і обрання нового канцлера. Зі свого боку федеральний канцлер через вотум довіри, тобто питання про довіру його кандидатурі зі сторони урядової коаліції, може достроково припинити повноваження Бундестаґу. Непідтверджений вотум довіри канцлеру означає, що діюча урядова коаліція не є дієздатною, у той же час в парламенті немає іншої більшості, для створення нового уряду і переобрання канцлера через конструктивний вотум недовіри. У такому випадку федеральний канцлер просить федерального президента достроково припинити повноваження Бундестаґу поточної каденції і призначити нові вибори.
Федеральний канцлер вважається в ФРН одним з центрів політичної влади. Опираючись на більшість в Бундестазі він може значно впливати на формування федерального законодавства. Але зважаючи на значну роль Бундесрату в законотворчому процесі та пропорційну систему виборів, яка веде до проходження в парламент більшої кількості партій та формування уряду тільки через утворення коаліції в парламенті, позиція канцлера на практиці є значно послабленою і її не слід порівнювати з тим обсягом повноважень, які наприклад має прем'єр-міністр Великої Британії. Особливо це видно у випадку утворення різних більшостей в Бундестазі та Бундесраті. В такому випадку федеральний канцлер вимушений при реалізації своєї політики йти на великі компроміси з партіями опозиції для забезпечення проходження закону через Бундесрат (при законах, що підлягають обов'язковому підтвердженню через Бундесрат)

#### Федеральні міністерства
Завданням федеральних міністерств є організація державної адміністрації на федеральному рівні. Політичне керівництво федеральним міністерством здійснює відповідний федеральний міністр. Координацію окремих напрямків діяльності міністерства здійснюють державні секретарі, разом з міністром вони належать до керівництва міністерства. Державні секретарі становлять проміжну ланку між політичним керівництвом в особі міністра та бюрократичним апаратом міністерства і підпорядкованих йому органів державної адміністрації. Бюрократична робота здійснюється в міністерстві окремими рефератами, на чолі кожного реферату стоїть керівник реферату. Декілька рефератів міністерства об'єднуються в відділ, який очолює начальник відділу, який і несе політичну відповідальність за роботу свого відділу. Державні секретарі та начальники відділів належать до категорії державних службовців з політичним статусом, тобто на відміну від звичайних державних службовців, законодавчо захищених статусом державного службовця, можуть бути у будь-який момент достроково відправлені урядом у відставку. Сам федеральний міністр статусу державного службовця не має, його посада є посадою політичною, а не посадою державної служби.
Не зважаючи на те, що керівництво міністерств визначається політиками, на практиці в Німеччині спостерігається відносна автономність діяльності бюрократичного апарату міністерства та підпорядкованих йому органів державної адміністрації. Політики не можуть необмежено ігнорувати думку та волю професійних державних службовців на вищих щаблях державної адміністрації (керівників рефератів міністерств). Можливості міністра вжити санкцій по відношенню до окремої посадової особи сильно обмежені законодавством про державну службу. Окрім того, великій кількості професійних державних службовців кореспондує незначна кількість політичних керівників міністерств та державної адміністрації. Тому в Німеччині у порівнянні з іншими країнами слабо виражений політичний контроль за федеральною державною адміністрацією. Це має особливе значення в тому контексті, що більшість законопроєктів готується в федеральних міністерствах. У більшості випадків вплив політики на їх конкретне формулювання проявляється у дуже пізніх стадіях і в незначному обсязі.
Кількість федеральних міністерств та міністрів та обсяг їхніх компетенцій визначає федеральний канцлер. Здебільшого партії домовляються про це під час коаліційних переговорів, а також визначають особистий склад політичного керівництва міністерств — кандидатури федеральних міністрів та державних секретарів. У цей час в ФРН існує 15 федеральних міністерств.